# Anticlericalismo y masonería
La cuestión de si la masonería es anticlerical es objeto de debate. La Iglesia católica ha sido durante mucho tiempo abiertamente crítica de la Masonería y algunos eruditos a menudo han acusado a la fraternidad de anticlericalismo. La Iglesia Católica prohíbe a sus miembros unirse a cualquier sociedad masónica bajo pena de Entredicho. Los masones por lo general tienen una visión diametralmente opuesta, indicando que no hay nada en la Masonería que sea de cualquier forma contraria al catolicismo, aun cuando riñe con ella por impulsar el esoterismo, o cualquier otra fe religiosa.
Ya sea que la masonería es anticlerical a menudo depende de cómo se defina anticlericalismo y de que rama de la masonería se está hablando.

## Masonería Anglo/americana v. Masonería continental
Iniciando a finales del siglo XVIII, y rápidamente expandiéndose en el siglo XIX, la masonería se volvió polarizada por la cuestión si los debates sobre la religión y la política eran apropiados en las logias. Estas Grandes Logias que se adhirieron a la forma angloamericana de la masonería y mantuvieron una regla estricta que tal discusión fuese prohibida.
El hecho de que la rama de la masonería continental se concentra en los países de tradición católica, se puede explicar en que la fraternidad ha sido vista por los críticos católicos como una salida para el descontento anticatólico. Muchos regímenes anticlericales particularmente en los países tradicionalmente católicos fueron percibidos con un elemento masónico fuerte.

## Extensión del anticlericalismo
Según los historiadores Christopher Clark y Wolfram Kaiser, la masonería no era anticlerical desde el principio. Afirman que esto cambió en el siglo XIX (en parte debido a las medidas por parte de la Iglesia Católica) y que la Masonería (en su mayoría masonería continental), desarrolló una visión anticlerical, sin embargo, señalan que a la influencia de la masonería no se le debe dar demasiado peso; incluso en Italia fue eclipsada la influencia de los grupos no masónicos como los Carbonari.
También señalan que las logias no mantenían una línea política coherente, y muchas serían completamente apolíticas.

### España
El historiador Stanley Payne cree que la influencia de la masonería a menudo se ha exagerado en señalar que los católicos españoles habían sido acusados de sufrir una "psicosis masónica" y señala que, se contaban de cerca de 65.000 en 1890, "que a veces ocupan un lugar destacado en el liberalismo y el republicanismo español, pero su influencia colectiva directa sobre la política y el anticlericalismo ha sido, sin duda, considerablemente exagerada".

### Portugal
Según el historiador Stanley G. Payne, miembros de las logias masónicas jugaron un papel importante en el surgimiento del liberalismo portugués y el anticlericalismo. Sin embargo, señala que la fraternidad no siempre estaba unida en la opinión. Los masones se encuentran en ambos lados de la revuelta Gomes da Freire en 1817. En 1820, sin embargo, los masones se dedicaron casi por unanimidad a la causa liberal en la política, y en la década de 1830 se habían convertido en los principales promotores de anticlericalismo. Tras el triunfo del constitucionalismo, sin embargo, la masonería portuguesa se divide en grupos más radicales y más conservadores, y por la década de 1860 había dejado de desempeñar un papel catalizador en la política. La clase media alta, con domicilio social en el poder y la riqueza, eran menos atraídos por ella, ya finales del siglo XIX los masones se adherían principalmente de las filas de la clase media baja de empleados de cuello blanco. Su lugar en la política radical en el cambio de siglo se ha hecho cargo en gran parte por las sociedades radicales republicanas secretas políticas, especialmente el no masónico Carbonária, y en 1912 los masones tenían menos de 3.000 miembros.

### Alemania
La encíclica papal Etsi multa del Papa Pío IX en 1873 afirmó que la masonería fue la fuerza motivadora detrás del Kulturkampf: "Algunos de ustedes tal vez se preguntan que la guerra contra la Iglesia Católica se extiende ampliamente, de hecho cada uno de ustedes conoce bien la naturaleza, el celo, y la intención de las sectas, llamése masónicas o de algún otro nombre. Cuando se los compara con la naturaleza, el propósito y la amplitud del conflicto que libraron en casi todas partes en contra de la Iglesia, no puede haber duda de que la calamidad actual debe atribuirse a sus engaños y maquinaciones en su mayor parte. Porque de éstos se forma la sinagoga de Satanás que prepara sus fuerzas, los avances de sus normas, y se une a la batalla contra la Iglesia de Cristo". La Enciclopedia Católica también afirma que el Kulturkampf fue instigado por las logias masónicas.

### Bélgica
La rivalidad entre la Iglesia Católica y el Gran Oriente de Bélgica llevó a la fundación de la Universidad Libre de Bruselas, que fue fundada en gran parte por los masones belgas interesados en reducir la expansión de la influencia católica en la Educación Superior.

### Italia
En la constitución papal Ecclesiam a Jesu Christo (1821) el Papa Pío VII vinculó a la sociedad secreta anticlerical italiana Carbonari a la Francmasonería.
En el período comprendido entre la Unificación de Italia (1870) y los Tratados de Letrán (1929), se produjo una guerra fría entre el Papado y el Reino de Italia (ver Prisionero en el Vaticano). La encíclica papal Etsi Nos, se quejó de la forma en que después de la unificación de Italia se denigra el papel de la iglesia,, que el Vaticano atribuyó principalmente en la masonería.
Mussolini decretó en 1924 que todos los miembros de su Partido Fascista, que fueran masones debían abandonar una u otra organización, y en 1925, disolvió la masonería en Italia, alegando que era una organización política con influencia antirreligiosa. Uno de los más prominentes fascistas, el general Cappello, que también había sido Diputado Gran Maestro del Grande Oriente, de Italia, que conducía la Gran Logia, renunció a su afiliación al Partido Fascista en lugar de la Masonería. Más tarde fue arrestado por cargos falsos y condenado a 30 años de cárcel.
En 2007 políticos italianos de la Unión de Cristianos y Demócratas de Centro y Forza Italia acusaron a "radicales y masones" de estar detrás de una investigación amenazadora por la Comisión Europea de si el estatus de exención de impuestos de la Iglesia en hospitales, escuelas y otras organizaciones de servicios sociales debe ser retirado.

### México
La Revolución Mexicana fue vista por los líderes de la Iglesia Católica de ser de inspiración masónica y anticlerical con el cardenal William Henry O'Connell en 1914 alegando que hubo una conspiración masónica de difundir el ateísmo y la anarquía.
La postura anticlerical del gobierno mexicano después de la Revolución Mexicana coincidió con una sucesión de presidentes que eran "Masones y anticlericales radicales" incluso el reciente presidente Vicente Fox declaró: "a partir de 1917, México fue dirigido por masones anticatólicos que trataron de evocar el espíritu anticlerical del popular presidente indígena Benito Juárez de la década de 1880. Pero los dictadores militares de la década de 1920 eran mucho más salvajes que Juárez".
El presidente Plutarco Elías Calles, un masón, trató de cumplir estrictamente las disposiciones de secularización de la constitución y promulgó legislaciones adicionales anticatólicas conocidas como la Ley Calles, que disponía una serie de disposiciones anticlericales, como por ejemplo, limitaba el número de presbíteros y los obligaba a solicitar una licencia expedida por el congreso para poder ejercer, incluso se llegaba a multar a los sacerdotes por usar vestimenta clerical fuera de sus recintos. Muchos católicos se rebelaron contra esta situación que pretendía limitar o suprimir la participación de las iglesias en general en la vida pública, lo cual generó el conflicto que se conoció como la Guerra cristera. El 28 de mayo de 1926, Calles fue galardonado con una medalla al mérito de la cabeza del rito escocés de México por sus acciones contra los católicos.
En agosto de 2007 Pedro Márquez de la Gran Logia del Valle de México, en la discusión de una petición de la Iglesia para levantar la prohibición en la constitución mexicana contra las escuelas católicas y periódicos, declaró: "La jerarquía católica quiere dictarnos un mandato político y es un error muy grave, ya que nuestra sociedad ya no está en la era del cristianismo y los sacerdotes ya no son virreyes de la Nueva España", y que "Hay una tendencia en la Iglesia de inmiscuirse en los asuntos sociales y políticos de México, pero los sacerdotes deben regresar a sus Iglesias".

### Ecuador
Se atribuye a la Francmasonería el asesinato de Gabriel García Moreno que en dos ocasiones sirvió como Presidente de Ecuador (1859-1865 y 1869-1875) y fue asesinado durante su segundo mandato, pocos días antes de que fuera a tomar posesión del cargo en su tercer período. Él es conocido por su conservadurismo y su perspectiva Católica religiosa.
Una parte de la animosidad que García Moreno generó fue debido a su amistad hacia la Compañía de Jesús, y durante un período de su exilio, ayudó a un grupo de jesuitas desplazados a encontrar refugio en Ecuador. También había abogado por una legislación que prohibiría las sociedades secretas. Esta acción y muchas otras similares animaron a los partidos anticatólicos de Ecuador, especialmente a los masones, para ver en él un enemigo inveterado. La Constitución de 1869 hizo del catolicismo la religión establecida del estado. Él fue el único gobernante en el mundo en protestar por la pérdida de los Estados Pontificios del Papa. Uno de sus biógrafos escribe que después de la consagración pública, fue condenado a morir por la Francmasonería alemana.
Cuando fue elegido por tercera vez en 1875, él y muchos de sus partidarios consideraban que era una sentencia de muerte. Escribió inmediatamente al Papa Pío IX pidiendo su bendición antes del día de inauguración el 30 de agosto:

Deseo obtener su bendición antes de ese día, de modo que pueda tener la fuerza y la luz que necesito tanto con el fin de ser hasta el fin un hijo fiel de nuestro Redentor, y un sirviente leal y obediente de Su infalible Vicario. Ahora que las logias masónicas de los países vecinos, instigados por Alemania, han vómitado en mi contra todo tipo de insultos atroces y calumnias horribles, ahora que las logias están en secreto arreglando mi asesinato, tengo más necesidad que nunca de la protección divina para que pueda vivir y morir en defensa de nuestra santa religión y la república amada que he sido llamado una vez más para gobernar.

La predicción de García Moreno fue correcta; fue asesinado al salir de la catedral en Quito, fue herido con cuchillos y revólveres, siendo sus últimas palabras: "¡Dios no muere!" ("¡Dios no muere!") 
Poco antes de su muerte, García Moreno contestó que ya había recibido advertencias de muerte y después de reflexión en calma llegó a la conclusión de que la única medida que podía tomar era prepararse para comparecer ante Dios.
Los historiadores Wilfrido Loor y Manuel Polit Laso , entre otros, señalan que García Moreno fue asesinado por incitación de la masonería extranjera, debido a que era el único gobernante que profesaba el catolicismo de tal manera que había prohibido las instituciones masónicas en territorio ecuatoriano. [Gomezjurado S. J., Severo (1966). Vida de García Moreno, tomo VII. Quito: Don Bosco.]
"Parece que fue asesinado por miembros de una sociedad secreta," Señaló una publicación contemporánea de los acontecimientos públicos.